# IZUMO2
《IZUMO2》是由日本Studio e.go!公司發售的角色扮演類型成人遊戲，於2004年7月30日發售CD-ROM版和DVD-ROM版，DVD-ROM版同時付送《IZUMO 完全版》。2005年2月3日由GN Software發售PlayStation 2版《IZUMO2 猛剑之閃記》（IZUMO2 猛き剣の閃記）。2005年4月開始播放電視動畫《出雲戰記》（IZUMO -猛き剣の閃記-）。2006年4月28日發售續作《IZUMO2 -學園狂想曲-》（IZUMO2 -学園狂想曲-）並在2008年1月31日由GN Software發售PlayStation 2版。

## 故事
就讀私立出雲学園的八岐猛被選為劍道部的代表參加全國大賽，也因與好友大斗剛產生摩擦，八岐猛認為大斗剛的實力是在他之上因此想將出場權讓給大斗剛但又不想傷害他的心。這時發生了地震，老師學生們都消失了，校園內到處都是蔓藤宛如廢墟一樣並出現怪物到處徘徊。

## 角色介紹

### 主要角色
八岐猛（聲：小池竹藏）
本作的男主角，劍道部的部員，屬性為火。
父母早亡，之後被塔馬家從孤兒院領養，在劍道方面有著相當高的才華，不過卻沒贏過身為親友的剛半次。
為前作須佐之男「猛之魂」的轉世。
白鳥琴乃（聲：海原エレナ）
IZUMO女主角之一橘綾香的女兒，音樂部的部員，屬性會依裝備而有所變化。
宛如大和撫子般的鄰家女孩，身為猛的青梅竹馬，對其抱持著淡淡的戀心，家事萬能的她平日一手包辦了塔馬家的三餐與其他家務，同時成績也相當優秀，但因為小時候身體欠佳而不擅長運動。
白鳥明日香（聲：木葉楓）
琴乃的妹妹，弓道部的部員，屬性為木。
平常喜歡以「大石砸死蟹」方式叫八岐猛起床，與姐姐相反擁有十分健康的身體，在弓道部的表現也頗為亮眼。
逢須芹（聲：みすみ）
IZUMO女主角之一塔馬美由紀的女兒，塔馬六介的曾孫女，屬性為土。
繼承了母親的武術才華和宛如音波兵器般的破嗓子，但卻沒有繼承料理手藝。小時候便與猛相識，之後與雙親一同赴美，長大後為了見猛而又返回日本。
北河麻衣（聲：細田なな）
猛的同學和班長，屬性為金。
由於家中經營神社所以同時具有巫女的身份，外表冷淡嚴肅但本性親切溫和的學生會長，同時也是學園公認的才女。非常喜歡待在學校的屋頂，甚至假日也會帶著午餐到學校屋頂去吃。
佐久夜（サクヤ　聲：みる）
天照和迦具土的女兒，根之國的巫女，屬性為水。
性格開朗活潑並具有強烈的正義感與好奇心，初見面時曾將從葦原之國穿越而來的猛一行人誤認為惡靈，之後則與其一起行動。

### 次要角色
大斗剛（聲：ビスケット子爵）
猛的親友和競爭對手，劍道部的部員。
與猛同一天出生，同樣在幼時失去雙親，並被同一機構收養，之後被大斗財閥收養。
為前作須佐之男「剛之心」的轉世。
鈴木（聲：しがけんじ）
猛的同學和朋友。
塔馬六介（聲：山原水雞）
IZUMO登場過的角色，目前已辭掉理事長繼續擔任劍道部的顧問，真實身分是伊邪那岐。
天照（アマテラス　聲：飯田空）
IZUMO的女主角之一，佐久夜的母親。
家事萬能、溫柔體貼的日本傳統女性，同時擁有強大的靈力，丈夫迦具土身旁最為有力的支柱。
迦具土（カグツチ　聲：折葉大作）
真實身分是IZUMO的塔馬光，佐久夜的父親。
與天照同為人類軍的最高指揮官，與惡靈軍團持續著長達多年的戰爭，在猛一行人穿越過來時給予其諸多照顧。
卑彌呼（ヒミコ　聲：柚木かなめ）
惡靈軍團的最高領袖，白髮紅眼的神秘少女。
擁有與外表不符的強大實力，存活了超過千年的她已經是跳脫了輪迴的存在，真實身份為中國秦始皇時代的徐福，同時也是四聖獸與麒麟原本的主人。
大己貴（オオナムジ　聲：しがけんじ）
卑彌呼軍的軍師，麻衣的養父。
以八千矛神之名號威震天下，成熟穩重且智勇兼備的男人，在過去曾經拯救過瀕死的麻衣並將其收為養女。
御名方（ミナカタ　聲：受閃）
大己貴的兒子，卑彌呼軍的將軍。
劍術實力僅次於迦具土的強力劍士，但有著重視力量而輕忽智謀的缺點。在大斗剛被卑彌呼召喚過來後與其一起行動，這段時間內兩人之間萌生了深厚的友情。
須佐之男（スサノオ　聲：金山業）
IZUMO登場過的角色。
被前作主角塔馬光打敗之後加入了人類軍的陣營，在與卑彌呼戰鬥時不敵而亡，靠著楓的力量將自己的魂魄轉世到現代日本，在過程中靈魂一分為二，分別化成了「猛之魂」與「剛之心」。
楓（聲：金田めい）
IZUMO登場過的角色。
須佐之男接受徐福的指導而創造出的女郎蜘蛛，之後持續追隨其左右，在須佐之男敗亡之際以自己的性命將其魂魄送往葦原之國。

### 守護精靈
蔓（聲：楠鈴音）
大王花精靈。
八咫（ヤタロー　聲：咲ゆたか）
烏鴉精靈，原本是麻衣飼養的烏鴉。
青龍（聲：羽音摩美）
IZUMO登場過的角色，四聖獸之一。
玄武（聲：森野花梨）
IZUMO登場過的角色，四聖獸之一。
白虎（聲：海原エレナ）
IZUMO登場過的角色，四聖獸之一。
朱雀（聲：桃月らみあ）
IZUMO登場過的角色，四聖獸的領袖。
麒麟（聲：柴田蕗）
曾經是四聖獸的領袖，現在服侍卑彌呼。
八房（聲：風音）
狗精靈，本作的隱藏角色。

### 學園狂想曲的新角色
天目一箇（イッコ　聲：野神奈々）
颱風的精靈。
冬木凪（聲：野神奈々）
出雲學園的代課老師，擔任剛的副班級老師。
倉島汀（聲：水野江麻）
IZUMO女主角之一倉島渚的女兒和剛的婚約者。
瓊瓊杵尊（ニニギ　聲：木島宇太）
自稱是佐久夜的婚約者也因此敵視猛。
大斗瑞親（聲：どてら四号）
剛的養父。

## 工作人員
IZUMO2
- 原畫：山本和枝[7]
- 劇本：高橋直樹、寺岡健治、石川陽一
- 音樂：ぴょんも、安斎ゆう子
- 影片：神月社（OP）、パリオ（ED）
- 監督/演出/遊戲設計：有原昌顕

IZUMO2 -學園狂想曲-
- 原畫：山本和枝[8]
- 劇本：寺岡健治、石川陽一、なかひろ（副）、天原なつる（PS2）
- 音樂：ぴょんも

## 主題曲
IZUMO2
「Overthrow」
作詞：中山マミ　作曲：ぴょんも　歌：中山マミ
MIX：AngelNote
IZUMO2 -學園狂想曲-
「My Friend」
作詞：CANDY　作曲：ぴょんも　歌：CANDY

## 電視動畫
IZUMO2的電視動畫版標題是IZUMO -猛き剣の閃記-於2005年4月2日到6月18日期間播放全部共12話。有關電視動畫版的詳細資料請參考《出雲戰記》。

## 相關商品
漫畫
- IZUMO -猛き剣の閃記-[12]

作畫：山本和枝/劇本：高橋直樹/製作協力：UTATA
出版社：角川書店　發售日：2006年5月8日　ISBN 978-4047137660
CD
- IZUMO 1&2 オリジナルサウンドトラック

發售日：2004年7月30日
- TVアニメ IZUMO－猛き剣の閃記 OP主題歌「Romantic Chaser」／小枝

發售日：2005年4月27日
- TVアニメ IZUMO-猛き剣の閃記- ED主題歌「最新Dream」／クローバー

發售日：2005年5月25日
- TVアニメ IZUMO-猛き剣の閃記- オリジナルサウンドトラック

發售日：2005年6月22日
- IZUMO2 猛き剣の閃記 キャラクターソング＆ドラマCD

第一巻 八岐 猛＆逢須 芹
發售日：2005年10月28日
第二巻 白鳥 琴乃＆白鳥 明日香
發售日：2005年10月28日
第三巻 サクヤ＆北河 麻衣
發售日：2005年12月22日
第四巻 ヒミコ＆大斗 剛
發售日：2005年12月22日
Complete Box
發售日：2006年3月31日
書籍
- IZUMO -猛き剣の閃記- 公式コンプリートファンブック

出版社：グラフィック社　發售日：2005年11月25日　ISBN 9784766115994
- History of IZUMO 〜IZUMOワールドガイドブック〜

出版社：笠倉出版社　發售日：2006年4月25日　ISBN 9784773003161
- IZUMO2 猛き剣の閃記　ビジュアル・ガイドブック

出版社：JIVE　發售日：2006年6月1日　ISBN 9784861763052
- IZUMO2 学園狂想曲　ビジュアルファンブック

出版社：笠倉出版社　發售日：2006年8月9日　ISBN 9784773003253

## 評價
IZUMO2在Getchu.com的2004年萌遊戲排名中綜合部門第20名、映像部門第16名、系統部門第6名。

## 外部連結
- Studio e.go!取自網際網路檔案館（日語）
- Studio e･go!（页面存档备份，存于）（日語）
- IZUMO2 猛き剣の閃記取自網際網路檔案館（日語）
- IZUMO2 -学園狂想曲- ダブルタクト取自網際網路檔案館（日語）